# فوزي مهدي
فوزي مهدي (22 شباط/فبراير 1934-5 تشرين الثاني/نوفمبر 1995) هو ممثل عراقي ولد في مدينة الكاظمية -شمال العاصمة العراقية بغداد- من عائلة دينية محافظة. درس في معهد المعلمين، ثم درس فنون المسرح في معهد الفنون الجميلة ببغداد دراسة مسائية في منتصف خمسينيات القرن العشرين. وقد كان مديراً للفرقة القومية للتمثيل أوائل سبعينيات القرن العشرين.

## أعماله

### في السينما
قدم العديد من الأعمال السينمائية منها:
| السنة | الفيلم          | المخرج             |
| ----- | --------------- | ------------------ |
| 1978  | النهر           | فيصل الياسري       |
| 1978  | تحت سماء واحدة  | منذر جميل حافظ     |
| 1979  | يوم آخر         | صاحب حداد          |
| 1984  | فائق يتزوج      | إبراهيم عبد الجليل |
| 1986  | الحب كان السبب  | عبد الهادي مبارك   |
| 1987  | عمارة 13        | صاحب حداد          |
| 1987  | من يعطيني الشمس | صلاح كرم           |

### في التلفزيون
شارك في الكثير من الأعمال منها:
| السنة | المسلسل                     | المخرج                               |
| ----- | --------------------------- | ------------------------------------ |
| 1976  | أعماق الرغبة                | محمد يوسف الجنابي                    |
| 1978  | حامض حلو                    | حسين التكريتي                        |
| 1980  | سبع صنايع                   |                                      |
| 1982  | افتح يا سمسم (الجزء الثاني) | هيثم حقي فاروق القيسي أسامة الروماني |
| 1983  | غاوي المشاكل                | حسين التكريتي                        |
| 1985  | ناس من طرفنة                | رجاء كاظم                            |
| 1985  | أيام الاجازة                | عماد عبد الهادي                      |
| 1986  | أحلى الكلام (مدينة القواعد) | عماد عبد الهادي                      |
| 1989  | ما ضاع وانمحى من أخبار جحا  | نبيل يوسف                            |
| 1989  | لا وقت للشفقة               |                                      |
| 1989  | وجهة نظر                    | عماد بهجت                            |
| 1991  | القفص الذهبي                |                                      |
| 1992  | القلب في مكان آخر           | حسين التكريتي                        |
| 1993  | أسباب الزيارة               |                                      |
| 1994  | ليل السفينة                 | كريم حمزة                            |
| 1995  | أحلام في الهواء             | جمال عبد جاسم                        |
| 1995  | صفر زائد صفر ناقص           | عماد عبد الهادي                      |
| 1996  | ذئاب الليل (الجزء الثاني)   | نبيل يوسف                            |
|       | ويبقى الحب                  |                                      |
|       | أيام الخطوبة                |                                      |
|       | الصفقة                      |                                      |
|       | فناء العمر                  |                                      |
|       | المهافيف                    | حسين التكريتي                        |
|       | الاتفاق                     | عدنان هادي                           |

#### الضفدع كامل
الضفدع كامل: شخصية دُمية ظهرت في برنامج (افتح يا سمسم)، وهو النسخة العربية من البرنامج الأمريكي (شارع سمسم)، والشخصية هي اقتباس لشخصية الضفدع كيرمت، التي ابتكرها مُحَرِّكُ الدُّمى الأمريكي جيم هينسون سنة 1955، وقَدّمَ النسخة العربية منها الممثل العراقي فوزي مهدي.

### في المسرح
على صعيد المسرح قدم الكثير من المسرحيات منها:
| السنة | المسرحية           | المخرج           |
| ----- | ------------------ | ---------------- |
| 1970  | حرم صاحب المعالي   | محسن العزاوي     |
| 1975  | نشيد الأرض         | محسن العزاوي     |
| 1978  | كان يا ماكان       | قاسم محمد        |
| 1984  | نديمكم هذا المساء  | محسن العزاوي     |
| 1985  | مقامات أبو سمرة    | محسن العلي       |
| 1988  | دنيا عجيبة         | مقداد مسلم       |
| 1994  | ريم والأمير الصغير | محمود أبو العباس |

## الوفاة
توفي الممثل فوزي مهدي يوم السبت بتاريخ 5 تشرين الثاني/نوفمبر سنة 1995 عن عمر إحدى وستين عاماً.